# Enhet i mångfald

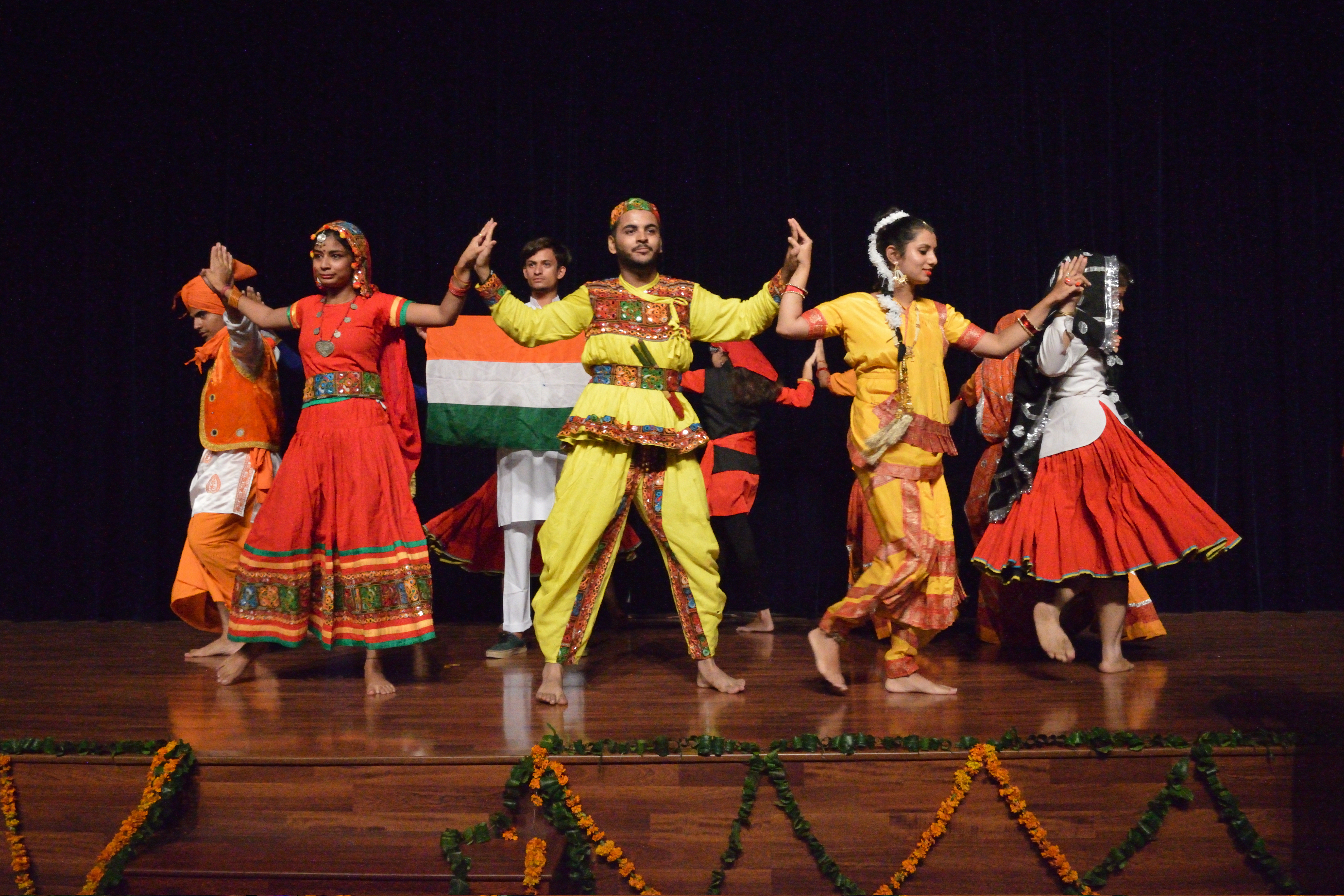
Deltagare vid WikiConference India 2016 framför en dans med titeln "Enhet i mångfald".

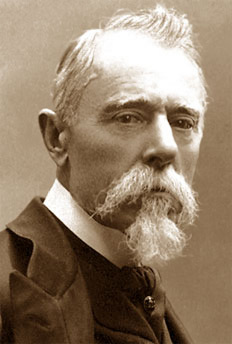
Den italienske Nobels fredspristagaren Ernesto Teodoro Moneta antog först mottot In Varietate Concordia / In Varietate Unitas.

Enhet i mångfald används som ett uttryck för harmoni och enighet mellan olika individer eller grupper. Det är ett koncept av "enhet utan likformighet och mångfald utan fragmentering" som flyttar fokus från en enhet baserad på enbart tolerans av fysiska, kulturella, språkliga, sociala, religiösa, politiska, ideologiska och/eller psykologiska skillnader till en mer komplex enhet baserad på en förståelse för att olikhet berikar mänskliga interaktioner. Idén och den relaterade frasen är mycket gammal och går tillbaka till antiken i både västerländska och östra gamla världens kulturer. Den har tillämpningar inom många områden, inklusive ekologi, kosmologi, filosofi, religion och politik. 

## Ursprung och ytterligare inspiration
Rig Veda, som är tusentals år gammal, ger grundläggande insikter och inspiration om "enhet i mångfald". "Ekam Sat Vipra Bahudha Vadanti" härstammar från Rig Veda 1.164.46 och belyser tillvarons enhet trots dess olika manifestationer. Det översätts till "Sanningen är En, även om de vise talar om den på olika sätt".
Acceptansen av olika vägar till sanning, som formulerats i "Ekam Sat", överensstämmer med Vasudhaiva Kutumbakams etos, "Världen är en familj", som inte påtvingar enskilda övertygelser utan snarare omfattar flera sätt att förstå det gudomliga och universum.
I överensstämmelse med konceptet "enhet i mångfald" reflekterade även den sufi- filosofen Ibn al-'Arabi (1165–1240) över detta uråldriga metafysiska koncept om "varandets enhet" ( wahdat al-wujud), nämligen att verkligheten är en och att Guds är den enda sanna existensen; alla andra varelser är bara skuggor eller reflektioner av Guds egenskaper. Abd al-Karīm al-Jīlī (1366–1424) utvecklade Al-'Arabis verk och använde det för att beskriva en holistisk syn på universum som återspeglar "enhet i mångfald och mångfald i enhet" (al-wahdah fi'l-kathrah wa'l-kathrah fi'l-wahdah).
Leibniz använde frasen som en definition av "harmoni" (Harmonia est unitas in varietate) i sin Elementa verae pietatis, sive de amore dei 948 I.12/A VI.4.1358. Leibniz glossar definitionen Harmonia est cum multa ad quandam unitatem revocantur, vilket betyder att 'harmoni' är när många [saker] återställs till någon form av enhet.
Dessutom har Sahitya Akademis vägledande princip, formulerad av Dr. S Radhakrishnan, ett djupt genljud i Indien: ”All indisk litteratur är en enda, skriven på olika språk.” Detta perspektiv sträcker sig sömlöst till att omfatta hela den indiska kulturens mosaik. Regionalt distinkta kulturer, prydda med ett spektrum av dialekter och uttryck genomsyrade av lokala nyanser, sammanfattar själva essensen av Indiens ande.
Swami Vivekananda betonade en gång att Indiens andliga arv lärde världen två ovärderliga dygder: tolerans och universell acceptans. Genom historien har Indien välkomnat och fostrat en mängd filosofiska och ideologiska strömningar. Det har gett en bördig jordmån för dessa olika tankeskolor att blomstra och hämta inspiration från deras rika idéreservoarer. Indiens öppenhet för att ta till sig visdom, inte bara inifrån utan även från avlägsna länder, återspeglar Upanishadernas forntida visdom: "Acceptera alla ädla tankar som kommer från alla håll."

## Religiösa övertygelser
Den gamla javanesiska dikten Kakawin Sutasoma, skriven av Mpu Tantular under Majapahit- imperiets regeringstid någon gång på 1300-talet, innehåller frasen Bhinneka Tunggal Ika, översatt som "enhet i mångfald". Dikten är anmärkningsvärd eftersom den främjar tolerans mellan hinduer (särskilt shaiviter) och buddhister, och säger att även om Buddha och Shiva är olika i sak, är deras sanningar en: 
| Det sägs att den välkände Buddha och Shiva är två olika väsen. De är verkligen olika, men hur är det möjligt att omedelbart urskilja deras olikhet, när sanningen om Jina (Buddha) och sanningen om Shiva är en och densamma. De är visserligen olika, men de tillhör samma väsen, eftersom det inte finns någon dualitet i Sanningen. |
| – Kakawin Sutasoma, canto 139, stanza 5 |

Enhet i mångfald är en framträdande princip i bahá'í-tron. År 1938, i sin bok Baháʼu'lláhs världsordning, sa Shoghi Effendi, Baháʼí-trons väktare, att "enhet i mångfald" var religionens "ledord".
ʻAbdu'l-Bahá, ledaren för bahá’í-tron från 1892 till 1921, förklarade denna princip i termer av mänsklighetens enhet:
| In reality all are members of one human family—children of one Heavenly Father. Humanity may be likened unto the vari-colored flowers of one garden. There is unity in diversity. Each sets off and enhances the other's beauty. |

In Indian spiritual teacher Meher Baba's Final Declaration, he stated that "Unity in the midst of diversity can be made to be felt only by touching the very core of the heart. This is the work for which I have come. I have come to sow the seed of love in your hearts so that, in spite of all superficial diversity which your life in illusion must experience and endure, the feeling of oneness through love is brought about amongst all the nations, creeds, sects and castes of the world."
Enhet i mångfald är också en slogan som används av Swami Sivanandas lärjungar. De kom till Amerika för att sprida den sanna innebörden av Enhet i Mångfald; att vi är Alla i Ett & Ett i Allt i en allkärleksfull ahimsa Gud.

Den holländska kristna teologen Herman Bavinck skrev att principerna om "enhet i mångfald" och "mångfald i enhet" båda härrör från de kristna lärorna om Imago Dei och Treenigheten:
Varje människa, även om hon är en medlem av mänskligheten som helhet, är samtidigt en unik idé om Gud, med en betydelse och ett öde som är evigt! Varje människa är själv en avbild av Gud, men den bilden är bara helt utvecklad i mänskligheten som helhet!
— Reformerad dogmatik: Volym 2 (Gereformeerde Dogmatiek), 1895-99
[Treenigheten] uppenbarar Gud för oss som varandets fullhet, det sanna livet, den eviga skönheten. Även i Gud finns enhet i mångfalden, mångfald i enheten.

 — Reformerad dogmatik: Volym 2 (Gereformeerde Dogmatiek), 1895-99

## Politik
I modern politik användes det först, som In varietate unitas, av Ernesto Teodoro Moneta i samband med italienska enandet.

### Kanada
Adélard Godbout, som var premiärminister i Quebec, publicerade en artikel med titeln "Kanada: Enhet i mångfald" (1943) i tidskriften Council on Foreign Relations. Han frågade,
| How does the dual relationship of the French Canadians make them an element of strength and order, and therefore of unity, in our joint civilization, which necessarily includes not only Canada and the British Commonwealth of Nations, but also the United States, the Latin republics of America and liberated France? |

Frasen har sedan dess blivit något av en stapelvara i kanadensisk mångkulturalism i allmänhet.
Frasen åberopades vid det tvärvetenskapliga forskningsseminariet (IRS) vid Wilfrid Laurier University på 1970-talet. Ervin Laszlo presenterade sin artikel med titeln "Framework for a General Systems Theory of World Order" (1974) som en av de första seminarieartiklarna som ledde till inrättandet av IRS år 1975.
Mottot för provinsen Saskatchewan, antaget 1986, är variationen Multis e gentibus vires (från många folk, styrka). Mottot för Kanadas folkrikaste stad, Toronto, som antogs 1998, är variationen Mångfald Vår Styrka.

### Europeiska unionen
År 2000 antog Europeiska unionen "Förenade i mångfald" (latin: In varietate concordia) som sitt officiella motto, en hänvisning till unionens många och kulturellt mångfaldiga medlemsstater. Förutom sin engelska form är Europeiska unionens motto även officiellt på 23 andra språk. "Enhet i mångfald" valdes ut genom en tävling med studenter från medlemsnationer.  Enligt Europeiska unionens officiella webbplats:
| Det symboliserar hur européer har förenats, i form av EU, för att arbeta för fred och välstånd, samtidigt som de berikats av kontinentens många olika kulturer, traditioner och språk. |

### Indiska subkontinenten
Jawaharlal Nehru, Indiens första premiärminister och ledare för Indian National Congress, förespråkade kraftfullt enhet i mångfald som ett ideal som är avgörande för nationell konsolidering och framsteg. Han skrev utförligt om detta ämne och utforskade det i detalj i sitt verk Upptäckten av Indien.
| Indiens mångfald är enorm; den är uppenbar; den ligger på ytan och vem som helst kan se den. Den rör både fysiskt utseende och vissa mentala vanor och egenskaper. Det finns till synes få likheter mellan en Pathan från nordväst och en Tamil från det sydligaste Indien. Deras etniska ursprung är inte detsamma, även om det kan finnas gemensamma drag som löper genom dem… Ändå, trots alla dessa skillnader, går det inte att ta miste på Indiens prägel på Pathanen, lika lite som på Tamilen. Pathanen och Tamilen är två extrema exempel; de andra återfinns någonstans däremellan. Alla har sina särskiljande kännetecken, men ännu tydligare är det gemensamma kännemärket: Indiens avtryck. |
| – The Variety and Unity of India, from The Discovery of India, 1946 |

| Fastän det utåt sett fanns mångfald och oändlig variation bland vårt folk, fanns överallt detta starka intryck av enhet, som hade hållit oss samman genom århundradena, oavsett vilket politiskt öde eller vilka olyckor som drabbat oss. |
| – The Search for India, from The Discovery of India, 1946 |

### Indonesien

Indonesiens nationella emblem, Garuda Pancasila, har mottot på fornjavanesiska som syns på banderollen som hålls

Bhinneka Tunggal Ika, en gammaljavanesisk fras som översätts till "Enhet i mångfald", är Indonesiens officiella nationella motto.

### Sydafrika
När apartheid -Sydafrika firade 20-årsdagen av sin omvandling till republik den 31 maj 1981, var temat för firandet "enhet i mångfald". Antiapartheidaktivister fördömde mottot som ett cyniskt försök att bortförklara ojämlikheterna i det sydafrikanska livet och uppmanade löpare i Comrades Marathon att protestera mot att evenemanget blev medtaget genom att bära ett svart armbindel. Vinnaren av loppet, Bruce Fordyce, var en av dem som bar ett svart armband. Termen har sedan dess införlivats i ingressen till Sydafrikas konstitution från 1996 som en central princip i Sydafrika efter apartheid och är för närvarande det nationella mottot, skrivet på det utdöda språket ǀXam:
ǃke e꞉ ǀxarra ǁke

### Urfolk
Gwichʼin Tribal Council, som representerar Gwichʼin, ett First Nations-folk från Kanada och ett alaskiskt infödingslag av Athabaskan-stammen, som bor i den nordvästra delen av Nordamerika, mestadels ovanför polcirkeln, antog mottot Enhet genom mångfald. 